# SpVgg 03 Neu-Isenburg
SpVgg 03 Neu-Isenburg is een Duitse voetbalclub uit Neu-Isenburg, Hessen.

## Geschiedenis
De club ontstond in 1938 door een fusie tussen VfL 03 Neu-Isenburg en SV 1911 Neu-Isenburg. VfL speelde voor de invoering van de Gauliga in de hoogste klasse, maar slaagde er sinds 1933 niet meer in te promoveren waardoor de club besloot te fuseren. In 1942 promoveerde de fusieclub naar de Gauliga Hessen-Nassau en eindigde in het eerste seizoen gedeeld vijfde met Eintracht Frankfurt. Het volgende jaar eindigde de club samen met FSV Frankfurt en opnieuw Eintracht Frankfurt op een gedeelde derde plaats. Het laatste oorlogsseizoen werd voortijdig afgebroken.
Na de oorlog begon de club in de Landesliga, de tweede klasse, en stond in 1946 aan de poort van de Oberliga Süd, maar liep promotie uiteindelijk mis door het opstellen van een niet-speelgerechtigde speler. Door herstructureringen belandde de club de volgende jaren in de derde klasse. In 1953 streed de club om promotie naar de 1. Amateurliga Hessen in een beslissende wedstrijd tegen Germania Fulda en won met 5:3. Het jaar erop werd de club vicekampioen achter Borussia Fulda en mocht deelnemen aan de Duitse amateureindronde omdat Fulda hieraan verzaakte. Na een overwinning voor 20.000 toeschouwers tegen VfB Friedrichshafen verloor de club in de finale met duidelijke cijfers van TSV Marl-Hüls. Twee jaar later werd de club kampioen met veertien punten voorsprong op nummer twee SG Germania Wiesbaden. De club promoveerde naar de II. Liga en in de amateureindronde bereikte de club opnieuw de finale die gespeeld werd in het Berlijnse Olympiastadion voor 45.000 toeschouwers. De club won tegen VfB Speldorf en werd amateurkampioen. De club speelde zeven jaar in de II. Liga tot deze ontbonden werd na invoering van de Bundesliga.
De club kwalificeerde zich wel nog voor de nieuwe Regionalliga Süd, die nu de tweede klasse werd, maar degradeerde al na één seizoen. Tot 1974 en opnieuw van 1975 tot 1977 speelde de club in de Amateurliga Hessen. In 2000 degradeerde de club uit de Landesliga en na financiële problemen zakte de club helemaal weg tot de Kreisliga A. De club kon het tij echter doen keren en klom weer langzaam op en promoveerde in 2008 naar de Verbandsliga. In 2017 promoveerde de club naar de Hessenliga.

## Erelijst
Duits amateurkampioen
1956